# Clinton, Tennessee
Clinton är administrativ huvudort i Anderson County i Tennessee. Countyt grundades år 1801 och Clinton grundades som dess huvudort. Orten hette fram till år 1809 Burrville efter Aaron Burr men fick byta namn på grund av att Burr hade dödat Alexander Hamilton i en duell. Det är sannolikt att namnet hedrar Burrs efterträdare som vicepresident, George Clinton. Den andra personen som har förekommit i spekulationerna är George Clintons brorson DeWitt Clinton som var New Yorks borgmästare vid tidpunkten av namnbytet.

## Kända personer från Clinton
- John C. Houk, politiker